# Loxilobus assamus
Loxilobus assamus är en insektsart som beskrevs av Hancock, J.L. 1907. Loxilobus assamus ingår i släktet Loxilobus och familjen torngräshoppor. Inga underarter finns listade i Catalogue of Life.